# Шлингер, Роланд
Роланд Шлингер (нем. Roland Schlinger, родился 17 сентября 1982 в Вене) — австрийский гандболист, левый крайний клуба «Альпла Хард» и сборной Австрии.

## Карьера

### Клубная
Воспитанник школы «Вест-Виен», в основном составе дебютировал в возрасте 17 лет. Выступал с 2002 по 2006 годы за «А1 Брегенц», с ним выигрывал трижды чемпионат Австрии (2004, 2005, 2006) и дважды Кубок Австрии (2003, 2006). В 2006 году перешёл в испанский «Адемар Леон» и с ним добрался до финала Кубка обладателей кубков 2006/2007, по окончании сезона вернулся в «Брегенц» (в 2008 и 2009 годах снова становился чемпионом Австрии). С лета 2010 года выступал в Бундеслиге Германии за «Балинген-Вайлштеттен», с сезона 2014/2015 года представляет «Альпла Хард» из Австрии. Контракт рассчитан на три года.

### В сборной
В сборной провёл 156 игр и забил 573 гола.